# سورگوت‌نفته‌گس

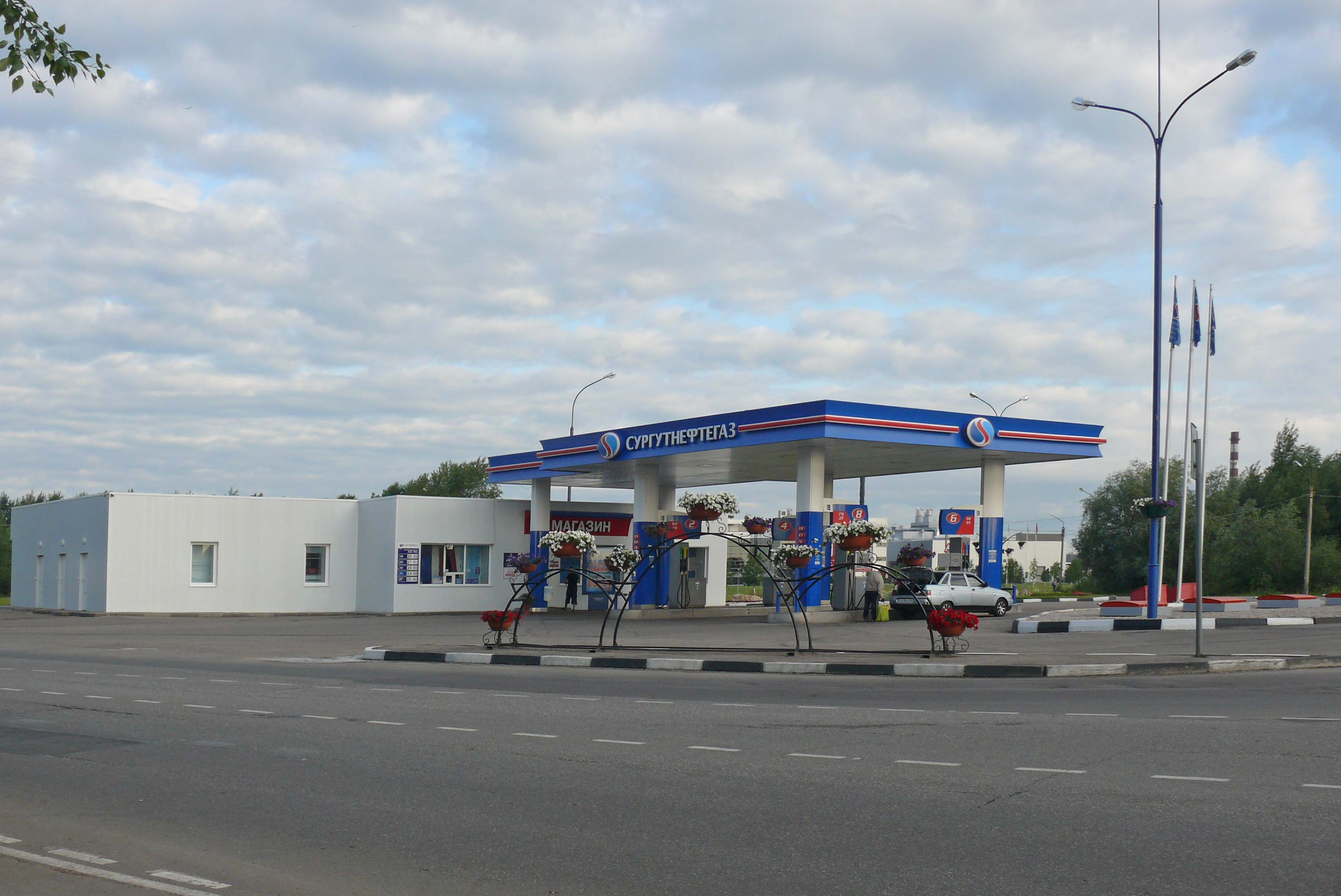
جایگاه پمپ بنزین سورگوت‌نفته‌گس، در ولیکی نووگورود

سورگوت‌نفته‌گس (به روسی: Сургутнефтегаз) شرکت نفت و گاز روسی است که در سال ۱۹۹۳ با ادغام چند شرکت دولتی، که دارای ذخایر عظیم نفت و گاز در غرب سیبری بودند، تأسیس شد. این شرکت هم‌اکنون پس از گازپروم، لوک اویل، روس‌نفت و تی‌ان‌کی-بی‌پی، پنجمین شرکت نفت و گاز روسیه به‌شمار می‌آید.
دفتر مرکزی شرکت سورگوت‌نفته‌گس، در شهر سورگوت، استان تیومن، روسیه قرار دارد و سهام آن در بازارهای بورس مسکو و بورس لندن مبادله می‌شود.

## تاریخچه
شرکت سورگوت‌نفته‌گس، در سال ۱۹۹۳ تأسیس شده‌است. در سال ۱۹۹۵ میلادی، این شرکت در مناقصه میدان‌های بزرگ نفتی، در منطقه خانتی-مانسی برنده شد. شرکت سورگوت‌نفته‌گس، همچنین مجوز ساخت ترمینال صادرات در خلیج فنلاند را بدست آورد، سپس یک خط لوله بین ترمینال و پالایشگاه کیریشی نیز احداث نمود.
این شرکت رابطه نزدیکی با دولت روسیه داشته و دلیل آن، رابطه مدیران ارشد کمپانی، با ولادیمیر پوتین می‌باشد. سورگوت‌نفته‌گس دارای یک پالایشگاه بزرگ نفت، در شهر کیریشی، استان لنینگراد است، که این پالایشگاه، توسط شرکت کینف که از شرکت‌های تابعه این کمپانی است، مدیریت می‌شود.

## فعالیت‌ها
سورگوت‌نفته‌گس تأمین‌کننده اصلی نفت خام کشور بلاروس است. این شرکت، در سال گذشته، در حدود ۳۰٪ درصد از نفت بلاروس را تأمین نموده‌است.
کمپانی سورگوت‌نفته‌گس در پروژه‌های توسعه چاه‌ها و استخراج نفت، در کشورهای ایران، لیبی و عراق شرکت نموده‌است.
سورگوت‌نفته‌گس دارای شبکه گسترده‌ای از جایگاه‌های پمپ بنزین در روسیه است، که بخش اعظم این پمپ بنزین‌ها، در شمال غربی روسیه مستقر می‌باشند و از طریق همکاری با شرکت پیترزبورگ فیول، فعالیت می‌نمایند.
سورگوت‌نفته‌گس همچنین، یکی از سهامداران اونکسیم بانک است. این شرکت، تحت رهبری ولادیمیر بوگدانوف، فعالیت خود را آغاز نمود. همچنین میدان نفتی سورگوت، در سال ۱۹۸۳ توسط وی راه‌اندازی شد، که ۱۰ سال بعد، به تأسیس کمپانی سورگوت‌نفته‌گس انجامید. نام این شرکت، از نام شهر محل استقرار شرکت، سورگوت، گرفته شده‌است
در سال ۲۰۰۷ شرکت سورگوت‌نفته‌گس معادل ۲۴ $ میلیارد دلار درآمد داشته، در این سال، تعداد کارکنان این شرکت روسی ۸۲٫۰۰۰ نفر اعلام شده‌است.